# Joachim van Plettenberg

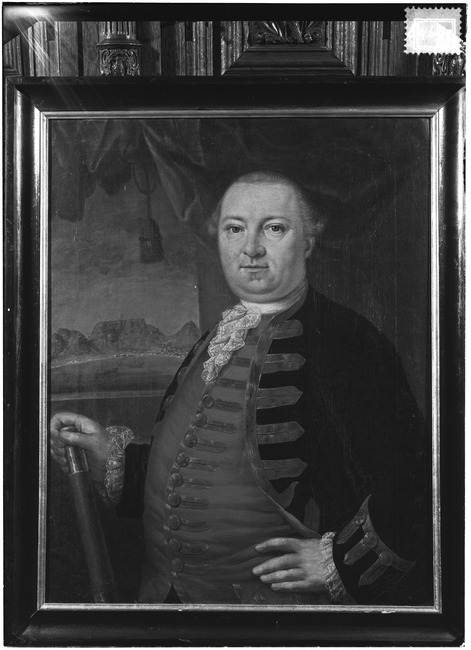
Joachim van Plettenberg, Ölgemälde eines unbekannten Meisters, zwischen 1750 und 1774

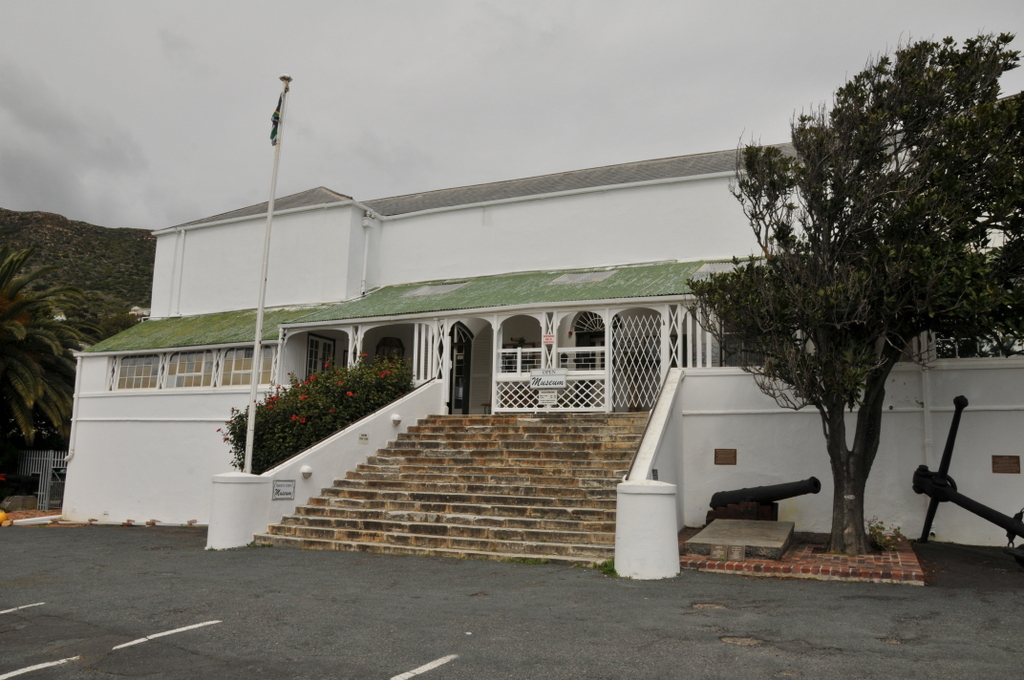
Gouverneursresidenz, errichtet von Plettenberg in Simon’s Town

Baron Joachim Ammena van Plettenberg (* 8. März 1739 in Leeuwarden, Niederlande; † 18. August 1793 auf Haus Windesheim in Zwolle, Niederlande) war Gouverneur der Kapkolonie vom 11. August 1771 bis 14. Februar 1785.

## Leben
Plettenberg entstammte dem westfälischen Uradelsgeschlecht von Plettenberg. Seine Eltern waren Henrik Casimir van Plettenberg, Oberst in der Oranier-Garnison in Leeuwarden und Agatha Petronella van Ammena.
Nach dem Studium der Rechte an der Universität Utrecht verließ er das Land 1764 und wurde für zwei Jahre Mitglied des Justizrates in Batavia (heute Jakarta, Indonesien). 1767, im Alter von 28, Jahren heiratete er Cornelia Charlotte Feith und wurde zum obersten Justizbeamten (Independent-Fiscaal) von Kapstadt berufen. Er hatte mindestens einen Bruder, Hans Willem van Plettenberg (* 1. Dezember 1732 in Leeuwarden; † 6. Juni 1800 ebenda).

### Gouverneur der Kapkolonie

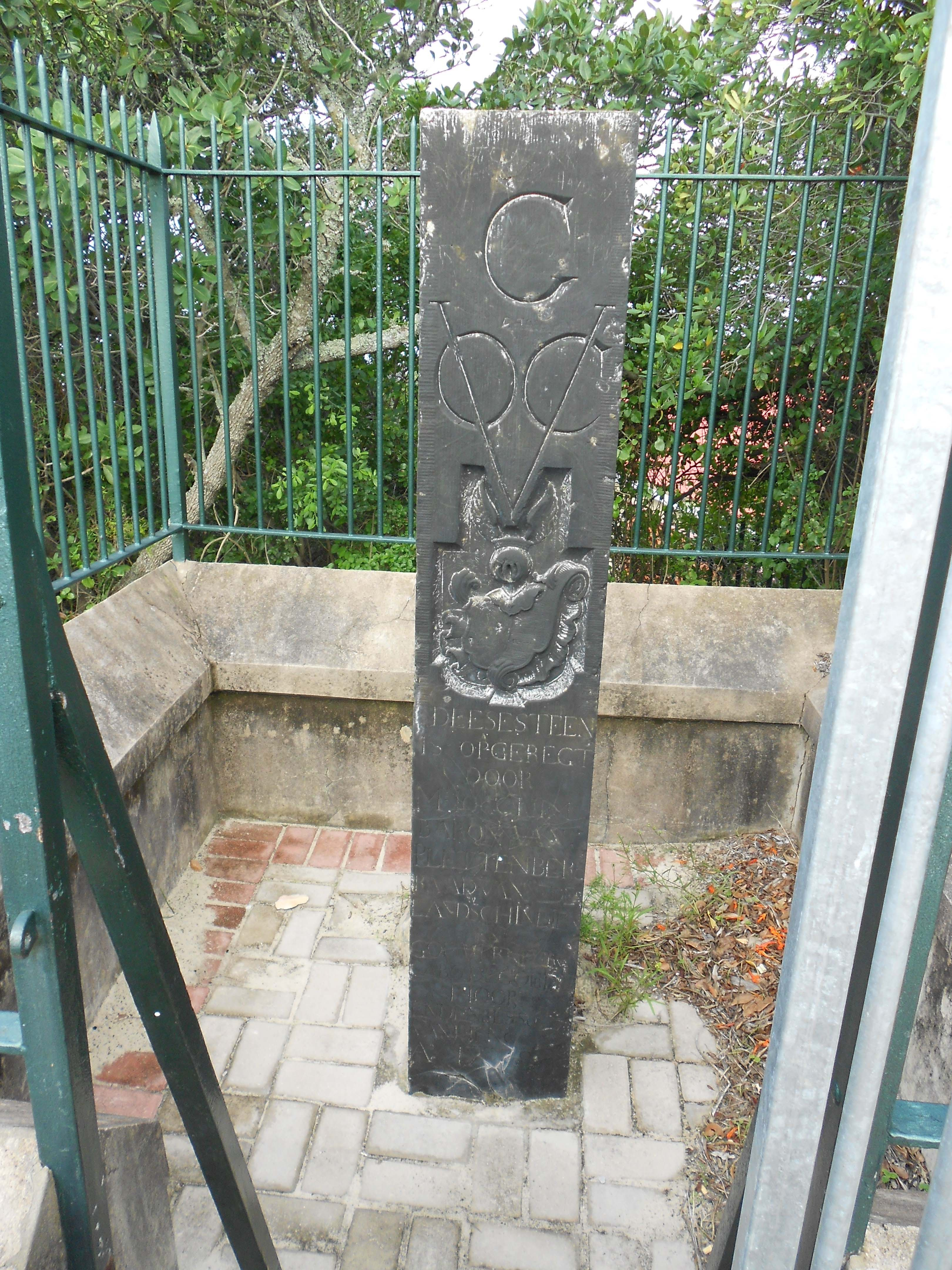
Replika des Van Plettenberg Beacon in Plettenberg Bay

Nach dem Tod des Gouverneurs Ryk Tulbagh (oder Tulbach) übernahm van Plettenberg am 11. August 1771 provisorisch dessen Amtsgeschäfte und wurde am 18. Mai 1774 im Amt des Gouverneurs bestätigt. 1777 ließ er in Simon’s Town die Residenz errichten, die bis heute existiert und das Simon’s Town Museum beherbergt.
Plettenberg hatte großes Interesse an der Erforschung bisher unbekannter Gegenden und unterstützte die Erforschung Südafrikas. In seine Zeit fallen die Forschungsreisen von Joseph Karl Kindermann, Carl Peter Thunberg, Anders Sparrman, Francis Masson, William Paterson, Johan Splinter Stavorinus (1739–1788), Robert Jacob Gordon (1743–1795) und François Levaillant (1753–1824). Er unternahm selbst mehrere Rundreisen zur Festlegung der Grenzen der Kapkolonie und besuchte 47 Außenposten. U.a. ließ er am 6. November 1778 ein Seezeichen für die Niederländische Ostindien-Kompanie (VOC) errichten, das sog. Van Plettenberg Beacon. Seitdem wird der Ort Plettenberg Bay genannt. Er ist heute ein beliebtes Reiseziel an der Garden Route.
Mit großem Interesse beobachtete er auch die großen Seeexpeditionen seiner Zeit. Die Seefahrer landeten am Kap, um ihre Vorräte zu ergänzen und machten ihm bei dieser Gelegenheit ihre Aufwartung. Er bot ihnen seine Unterstützung an und erfuhr aus erster Hand von neuen Forschungsvorhaben und Entdeckungen. Dieses Wissen nutzte er in den Gesprächen mit den Kapitänen, die ihn als kompetenten Gesprächspartner schätzten und förderte so die Entschleierung des Globus auf seine Weise. James Cook und Georg Forster erwähnen ihn in ihren Reiseberichten.
In der stark von Frankreich beeinflussten Patriotiebewegung (Patriotte beweging) erwuchs ihm ein starker Gegner. Bürgerpetitionen von 1779 und 1782 an den Rat der Siebzehn und von 1784 an die Generalstaaten im Mutterland weisen auf die Schwierigkeiten und Probleme der Kolonisten hin, die sie mit der Verwaltung ihres Gouverneurs hatten. Bei der Beurteilung seiner Persönlichkeit ist noch immer die Propaganda der Patriotiebewegung des ausgehenden 18. Jahrhunderts wirksam, stark geprägt von Gegnern, die ihn als selbstsüchtigen Mann mit übertriebenem Hang zur Selbstdarstellung beschreiben. Aus den vorliegenden Quellen lässt sich das in diesem Umfang nicht belegen, bzw. teilweise sogar widerlegen. Quellen zu seiner Verwaltungstätigkeit zwischen 1778 und 1783 wurden im 20. Jahrhundert veröffentlicht.

### Rückkehr in die Niederlande

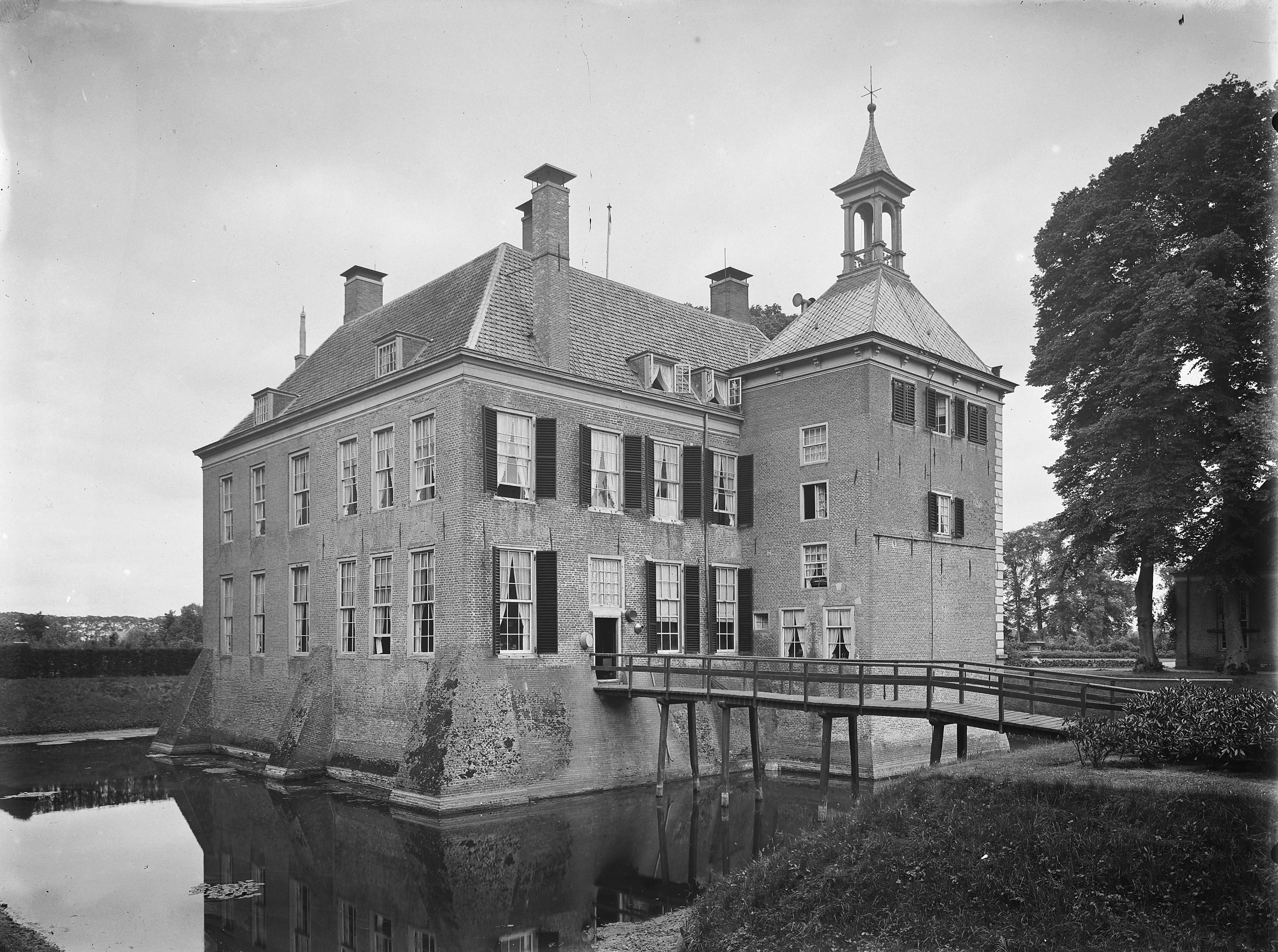
Haus Windesheim bei Zwolle, Alterssitz Plettenbergs

1781 schickte er auf Anforderung eine ausführliche Verteidigungsschrift nach Holland, um den Anklagen entgegenzutreten. Am 14. Februar 1785 reichte er seinen Rücktritt ein und wurde ehrenvoll entlassen. Anschließend kehrte in die Niederlande auf Huis Windesheim bei Zwolle zurück, wo er am 18. August 1793 starb. Als Kap-Gouverneur folgte ihm Oberstleutnant Cornelis Jacob van de Graeff.

## Schriftlicher Nachlass
Der schriftliche Nachlass befindet sich im Niederländischen Nationalarchiv.